# Елістанжі
Елістанжі (рос. Элистанжи) — село у Веденському районі Чечні Російської Федерації.
Населення становить 2783 особи (2019). Входить до складу муніципального утворення Елістанжинське сільське поселення.

## Історія
Згідно із законом від 20 лютого 2009 року органом місцевого самоврядування є Елістанжинське сільське поселення.

## Населення
| 2002  | 2010  | 2012  | 2013  | 2014  | 2015  | 2016  |
| ----- | ----- | ----- | ----- | ----- | ----- | ----- |
| 1878  | ↗2570 | ↗2613 | ↗2624 | ↗2680 | ↗2720 | ↗2731 |
| 2017  | 2018  | 2019  |       |       |       |       |
| ↗2736 | ↗2769 | ↗2783 |       |       |       |       |